# Jules Allix

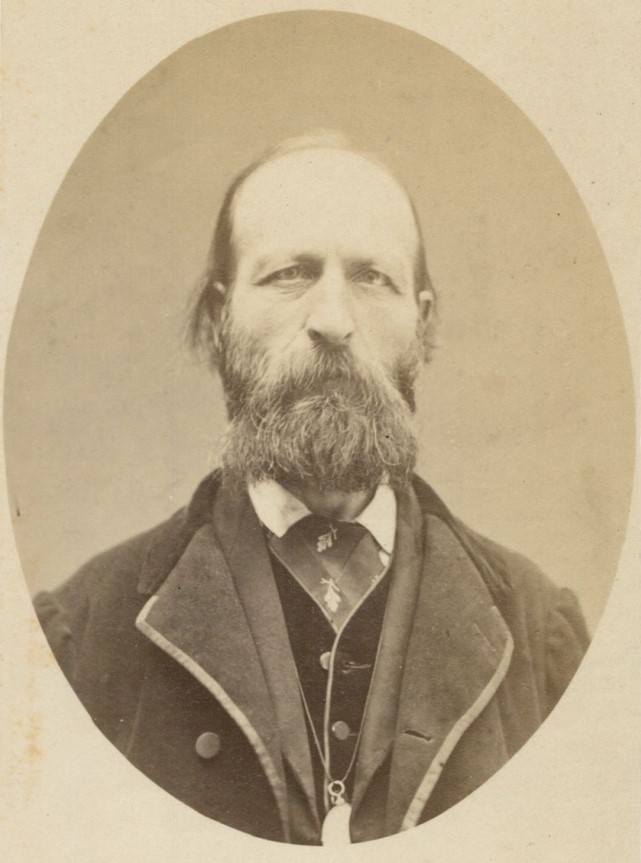
Jules Allix, 1871

Jules Allix (* 1818 in Fontenay-le-Comte; † 1903 in Paris) war ein französischer Journalist und Politiker. Er war in der Pariser Kommune aktiv und engagierte sich für den Sozialismus und die Frauenrechte. Allix tat sich aber auch mit bizarren Ansichten und utopischen Projekten hervor, die seinen Geisteszustand immer wieder in Frage stellten.

## Leben
Jules Alix stammte aus dem stark konservativ geprägten Département Vendée und war Jurist. Seine Kandidatur für die verfassungsgebende Nationalversammlung nach der Februarrevolution 1848 scheiterte. Aufgrund seiner republikanisch begründeten rigorosen Ablehnung des Zweiten Kaiserreichs wurde er aus Frankreich verbannt und verbrachte acht Jahre auf Jersey, wo er Victor Hugo kennenlernte. Berichtet wird, dass er dort 1854–1855 an Séancen mit Tischrücken teilnahm und psychisch erkrankte. 1860 konnte er aus der Verbannung zurückkehren, 1865 und 1866 musste er sich im Asyl für Geisteskranke von Charenton behandeln lassen. 1871 wurde er als Vertreter des achten Arrondissements in den Rat der Pariser Kommune gewählt, doch ließ auch diese ihn wegen seiner Exzentrizität als psychiatrischen Fall einschließen. Sein Ruf als Geisteskranker rettete ihm nach dem Fall der Kommune womöglich das Leben, 1876 wurde er ein zweites Mal aus der Anstalt von Charenton entlassen und 1879 politisch amnestiert. Er engagierte sich dann für die Frauenorganisation von Maria Deraismes.
Jules Allix tat sich mit mehreren utopischen Projekten hervor. Er hatte die Idee, Paris in eine Hafenstadt am Meer umzuwandeln, Saumur wollte er mit einem schiffbaren Tunnel an die Loire anschließen, das Konzept des Perpetuum mobile meinte er in mehreren Motoren verwirklicht zu haben. In Erinnerung blieb nicht zuletzt sein begeisterter Zeitungsbericht über den Pasilalinisch-sympathetischen Kompass, einen „Schneckentelegrafen“, der auf der irrigen Vorstellung beruhte, zwei Schnecken gingen anlässlich ihrer Paarung eine dauernde, räumlich unbegrenzte telepathische Verbindung ein. Der Astronom Camille Flammarion bezeichnete Allix als « esprit imaginatif » (deutsch: „einfallsreichen Geist“) und « simple rêveur » (deutsch: „einfachen Träumer“).